# Harvey Worthington Loomis
Harvey Worthington Loomis   (Nova York, 5 de febrer de 1865 - Boston, 25 de desembre de 1930) fou un compositor estatunidenc. És recordat històricament per la defensa que va fer dintre de les Associacions en defensa dels indígenes del seu país.
Fou deixeble del cèlebre Antonín Dvořák, i a més de nombroses composicions soltes, va donar al teatre les obres següents:
- Put to the Test,
- The Traitor Mandolin,
- In Old New Amsterdam,
- Love and Witchcraft,
- The Echanted Fountain,
- Blanc et Noir,
- The Maid of Athens,
- The Burglar's Bride,
- Gaing Ups,
- The Bey of Baba,
- La canzone fatale.